# スルホキソン
スルホキソン（英：Sulfoxone）あるいはアルデスルホンナトリウム（英：aldesulfone sodium）はハンセン病治療薬である 。diasoneとも呼ばれる。スルホキソンナトリウムは1948年に日本で導入された。Ernest Muirは、カリブ海のトリニダードにあるChacachacare Leprosariumの管理人だったときに、西洋で使用されていたスルホキソンを導入した。